# スタジオジブリ・レイアウト展
スタジオジブリ・レイアウト展（スタジオジブリ・レイアウトてん）とは2008年7月から2018年9月にかけて日本全国のみならずアジアの幾つかの国々を巡回している展覧会である。

## 概要
この展覧会は『風の谷のナウシカ』、『となりのトトロ』などから『ハウルの動く城』や『崖の上のポニョ』までスタジオジブリが高畑・宮崎両監督を中心に手がけた作品や、スタジオジブリ設立以前の作品『アルプスの少女ハイジ』などの作品の「レイアウト」と呼ばれる、1枚にアニメーションの1カットの構図を緻密に描いたもの（詳しくは「レイアウト」を参照）がそれぞれの作品の名場面を中心に約1300点公開される。

## レイアウト展示作品

### スタジオジブリ作品
- 風の谷のナウシカ
- となりのトトロ
- 天空の城ラピュタ
- おもひでぽろぽろ
- 紅の豚
- 平成狸合戦ぽんぽこ
- 耳をすませば
- もののけ姫
- 千と千尋の神隠し
- ハウルの動く城
- 崖の上のポニョ
- 借りぐらしのアリエッティ
- 風立ちぬ
- かぐや姫の物語

ほか

### ジブリ設立以前の作品
- アルプスの少女ハイジ
- 母をたずねて三千里
- 未来少年コナン
- 名探偵ホームズ
- ルパン三世 カリオストロの城

ほか

## 会場
2008年から全国各地で巡回開催されている。
| 開催都市       | 展覧会場                         | 開催期間                      |
| -------------- | -------------------------------- | ----------------------------- |
| 東京都江東区   | 東京都現代美術館                 | 2008年7月26日～9月28日        |
| 大阪府大阪市   | サントリーミュージアム「天保山」 | 2009年7月25日～10月12日       |
| 徳島県徳島市   | 徳島県文化の森総合公園           | 2010年2月20日～4月18日        |
| 愛知県名古屋市 | 松坂屋美術館                     | 2010年4月29日～6月13日        |
| 北海道札幌市   | 札幌芸術の森美術館               | 2010年6月26日～8月29日        |
| 青森県青森市   | 青森県立美術館                   | 2010年10月9日～2011年1月10日  |
| 福島県福島市   | 福島県立美術館                   | 2011年2月26日～5月22日        |
| 熊本県熊本市   | 熊本県立美術館                   | 2011年7月15日～9月4日         |
| 長野県松本市   | 松本市美術館                     | 2011年9月16日～11月27日       |
| 秋田県秋田市   | 秋田県立美術館                   | 2012年11月17日～2013年2月4日  |
| 沖縄県那覇市   | 沖縄県立博物館・美術館           | 2013年2月22日～5月6日         |
| 福岡県福岡市   | 福岡アジア美術館                 | 2013年10月12日～2014年1月26日 |
| 愛媛県松山市   | 愛媛県美術館                     | 2016年4月23日～2016年6月22日  |
| 新潟県新潟市   | 新潟県立万代島美術館             | 2016年7月16日～2016年10月10日 |
| 静岡県静岡市   | 静岡県立美術館                   | 2016年11月19日～2017年2月5日  |
| 山口県山口市   | 山口県立美術館                   | 2017年4月20日～2017年6月18日  |
| 長崎県長崎市   | 長崎県美術館                     | 2017年7月15日～2017年9月3日   |
| 福井県福井市   | 福井県立美術館                   | 2017年12月8日～2018年3月11日  |
| 宮崎県宮崎市   | 宮崎県立美術館                   | 2018年6月18日～2018年9月17日  |

他、アジア圏
| 開催都市             | 展覧会場       | 開催期間               |
| -------------------- | -------------- | ---------------------- |
| 大韓民国ソウル特別市 | 芸術の殿堂     | 2013年6月22日～9月22日 |
| 中華人民共和国香港   | 香港文化博物館 | 2014年5月14日～8月31日 |

ヨーロッパ
| 開催都市     | 展覧会場             | 開催期間                    |
| ------------ | -------------------- | --------------------------- |
| フランスパリ | Art Ludique-Le Musée | 2014年10月4日～2015年3月1日 |

## 運営
展覧会全体
- 主催：日本テレビ放送網
- 後援：読売新聞社各社（会場によっては主催）
- 協力：EPSON、ウォルト・ディズニー・スタジオ ホーム・エンターテイメント
- 企画製作協力：スタジオジブリ、三鷹の森ジブリ美術館

東京展
- 主催：財団法人東京都歴史文化財団、東京都現代美術館、日本テレビ放送網

大阪展
- 主催：サントリーミュージアム[天保山]、読売テレビ放送、読売新聞大阪本社

徳島展
- 主催：四国放送、徳島県、徳島県教育委員会

名古屋展
- 主催：松坂屋美術館、中京テレビ放送 、読売新聞社

札幌展
- 主催：札幌芸術の森美術館（札幌市芸術文化財団）、札幌テレビ放送

青森展
- 主催：青森放送、東奥日報社
- 共催：青森県立美術館

福島展
- 主催：福島民友新聞社、福島県立美術館
- 共催：福島中央テレビ

熊本展
- 主催：熊本県立美術館、KKTくまもと県民テレビ、読売新聞社

松本展
- 主催：テレビ信州、松本市美術館

秋田展
沖縄展
福岡展
松山展
新潟展
- 主催：新潟県立万代島美術館、TeNYテレビ新潟、スタジオジブリ・レイアウト展新潟展実行委員会

静岡展
山口展
長崎展
福井展
宮崎展
- 主催：宮崎県立美術館、宮崎日日新聞社、UMKテレビ宮崎、宮崎県教職員互助会